# 新正堂 (東京都港区)
新正堂（しんしょうどう）は、東京都港区新橋四丁目にある和菓子店舗。

## 概要
1912年（大正元年）に創業、元禄赤穂事件（いわゆる「忠臣蔵」）で知られる松の廊下刃傷で浅野内匠頭（浅野長矩）の預け先となりまた切腹の場ともなった田村右京大夫（田村建顕）の屋敷のあった場所に店を構える和菓子店である。
店名は、「新」橋にあるお菓子屋で、大「正」元年に創業したことから新正堂と命名したことが由来。

## 切腹最中
- 名物の「切腹最中」は、赤穂事件（忠臣蔵）にゆかりのあるお菓子を考案したいと願って作られたが、店主はその家族からも周囲からも縁起の悪いネーミングについて反対されたという。
- 不始末をしたサラリーマンが、取引先に謝罪の手土産として持参する菓子折りとして重宝されている[4]。なお、田村氏は多くの勅使饗応を勤め朝廷から賞賛されており[5]、浅野長矩を犯罪者扱いで厳しく扱った記録が残り[6]、芝居でも踏襲されている。
- 2017年公開の映画「勝手にふるえてろ」の中で、主人公の江藤良香（演：松岡茉優）が自宅アパートで小火騒ぎを起こし、隣人へ詫びる際に、この商品を購入し配るシーンがある。

## 営業情報
- 取扱商品 - 義士ようかん、切腹最中、仮名手本忠臣蔵、味こよみ、景気上昇最中、出世の石段、e-monaka.com、生どら、陣太鼓どら焼き、豆大福、カフェ・オレ大福
- 定休日 - 日曜日・祭日、8月は土曜日・日曜日・祭日
- 営業時間 - 月曜日～金曜日・午前9時-午後7時00分、土曜日・午前9時-午後5時
- 駐車場 - 無し

## 交通アクセス
- 鉄道
  - JR山手線、JR京浜東北線 - 新橋駅より徒歩5分
  - 都営地下鉄浅草線 - 新橋駅より徒歩5分、都営地下鉄大江戸線 - 汐留駅より徒歩5分
  - 東京メトロ銀座線 - 新橋駅より徒歩7分

## ギャラリー

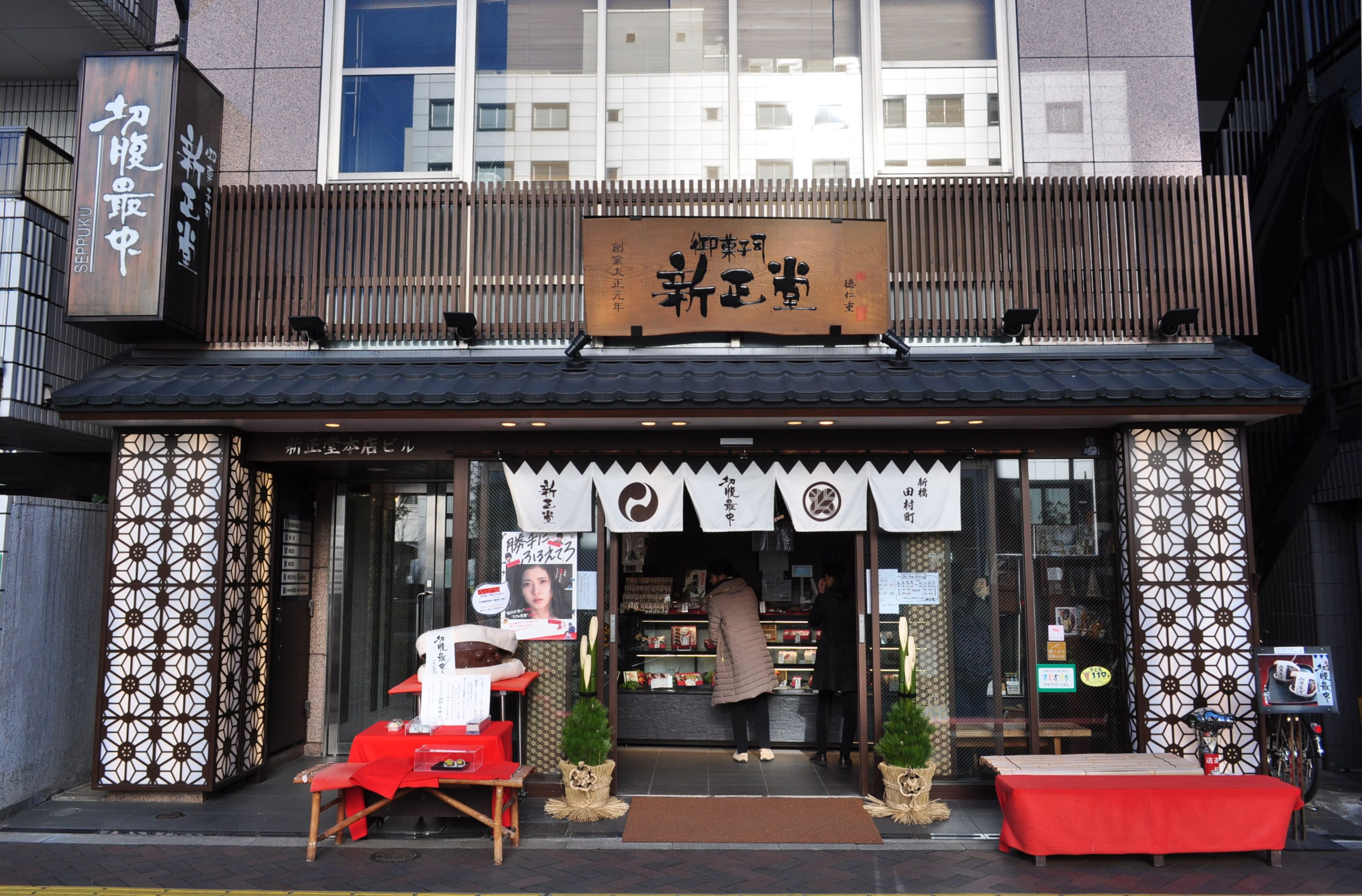
新正堂入口（2017年12月29日撮影）
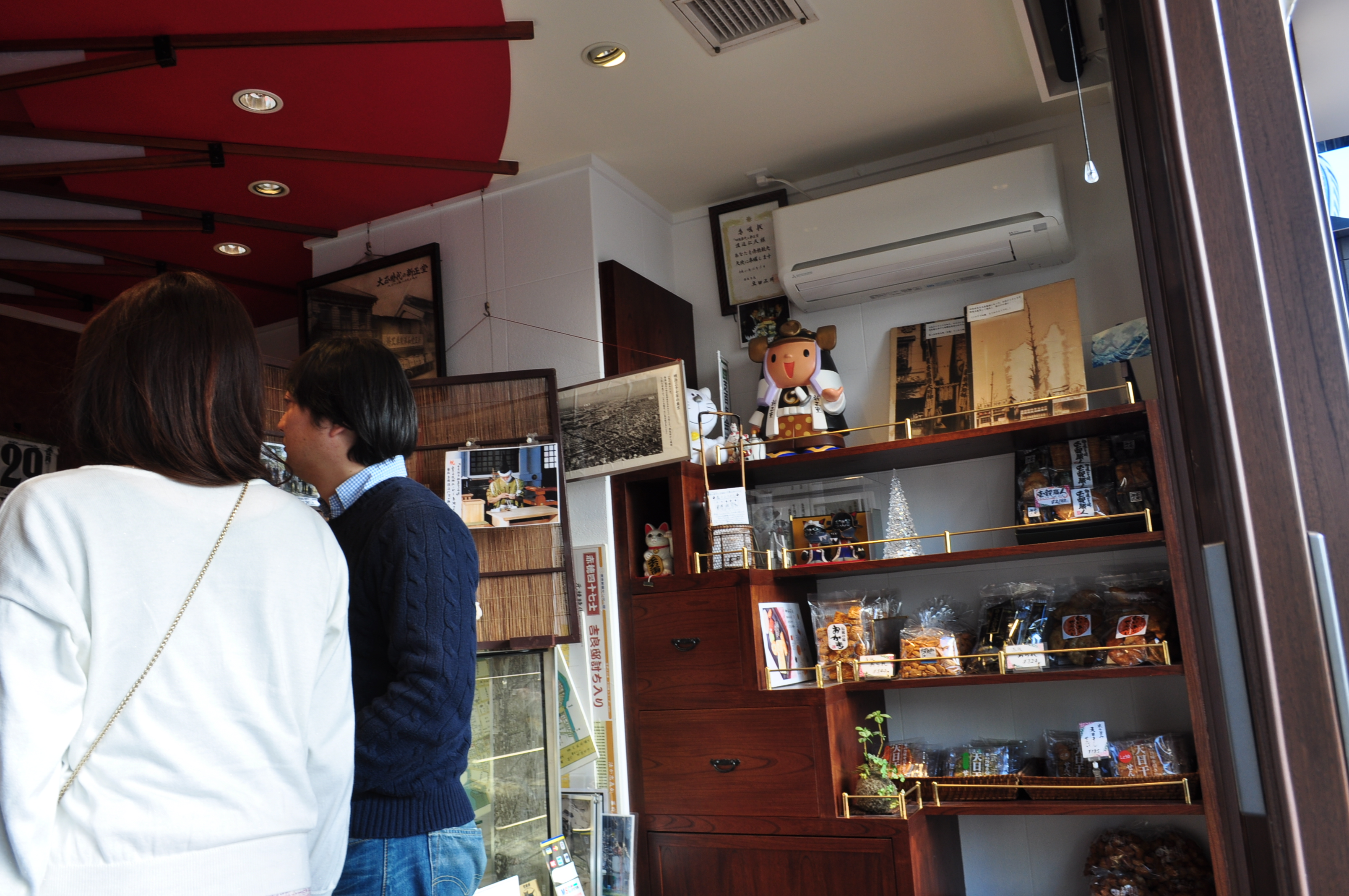
新正堂店内（2017年12月29日撮影）
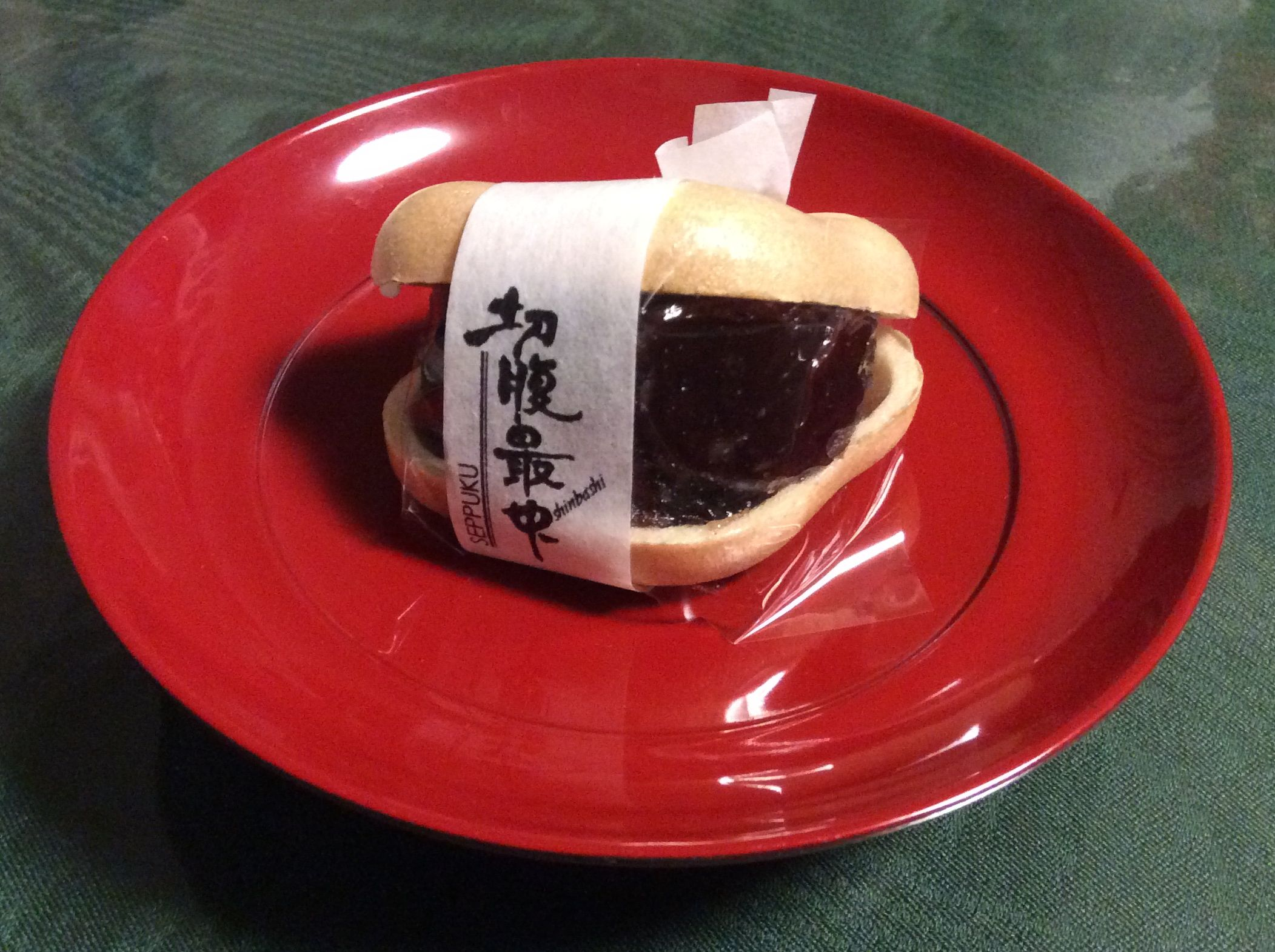
切腹最中（2017年12月29日撮影）

## テレビ番組
- 日経スペシャル ガイアの夜明け トーキョーが危ない 〜動きだした都市再生〜（2002年8月11日、テレビ東京）[7]。